# Cary Elwes
Ivan Simon Cary Elwes ( /ˈɛlwɪs/ Westminster, Londres, 26 de octubre de 1962)  es un actor británico. Es conocido por sus papeles principales en el cine como Westley en La princesa prometida (1987), Robin Hood en Robin Hood: Men in Tights (1993) y el Dr. Lawrence Gordon en la serie de películas Saw.
Otras actuaciones de Elwes en películas incluyen Glory (1989), Hot Shots! (1991), Días de trueno (1990), Drácula de Bram Stoker (1992), Twister (1996), Besa a las chicas (1997), Mentiroso mentiroso (1997), La sombra del vampiro (2000), Ella Enchanted (2004), Sin ataduras (2011),  BlackBerry (2023) y Misión: Imposible – Dead Reckoning Part One (2023).
Ha aparecido en televisión en varias series, incluidas Expediente X, Seinfeld, De la Tierra a la Luna, Psych y Life in Pieces . En 2019, apareció en la serie dramática de Netflix Stranger Things y en la serie de comedia de Amazon Prime The Marvelous Mrs. Maisel.   Elwes ha escrito una memoria de su tiempo trabajando en La princesa prometida llamada As You Wish, que se publicó en 2014.
En 2024 participó en la serie Knuckles del mundo Sonic en la plataforma SkyShowtime.

## Biografía

Escudo de armas de la familia Elwes.

Cary Elwes es el tercer hijo del pintor Dominick Elwes y de la diseñadora de interiores Tessa Kennedy. Tras terminar sus estudios en Inglaterra fue a estudiar actuación al Sarah Lawrence College en Estados Unidos.
Su primera aparición en el cine fue en la película Yesterday's Hero (1979), pero su primer papel con entidad fue en el filme Another Country (1984), coprotagonizado por Rupert Everett. Su primer papel protagonista llegó con la película Lady Jane, de 1986. Obtuvo su papel más reconocido interpretando a Westley en la película The Princess Bride en 1987. En 1992 coprotagonizó junto a Gary Oldman, Keanu Reeves y Winona Ryder la oscarizada Drácula, de Bram Stoker. Trabajó a las órdenes de Mel Brooks en la comedia Robin Hood: Men in Tights en 1993, y en 1997 actuó en la hilarante Liar Liar junto a Jim Carrey. Elwes tuvo un papel recurrente en la última temporada de The X-Files como el agente del FBI Brad Follmer. En 2004 fue llamado para trabajar en la cinta de terror Saw, dirigida por James Wan, la cual lo dio a conocer aún más. En 2010 volvería a la serie en Saw 3D, retomando su célebre papel del doctor Lawrence Gordon.
En 2012 debutó como director con la película Elvis & Nixon, con un guion suyo basado en el encuentro real entre el Elvis Presley y el entonces presidente de Estados Unidos Richard Nixon.
Elwes se casó en 2000 con la fotógrafa Lisa Marie Kurbikoff. Juntos tienen una hija, Dominique, nacida en 2007.

## Filmografía

### Cine
| Año  | Título original                               | Personaje                                                    | Ref.   |
| ---- | --------------------------------------------- | ------------------------------------------------------------ | ------ |
| 1979 | Yesterday's Hero                              | Bailarín de discoteca                                        |        |
| 1984 | Another Country                               | James Harcourt                                               |        |
| 1984 | Oxford Blues                                  | Lionel                                                       |        |
| 1985 | The Bride                                     | Capt. Josef Schoden                                          |        |
| 1986 | Lady Jane                                     | Guilford Dudley                                              |        |
| 1987 | Maschenka                                     | Lev Glebovich Ganin                                          |        |
| 1987 | The Princess Bride                            | Westley / El aterrador pirata Roberts / El hombre de negro   |        |
| 1989 | Never on Tuesday                              | Tow Truck Driver (Desacreditado)                             |        |
| 1989 | Glory                                         | Maj. Cabot Forbes                                            |        |
| 1990 | Days of Thunder                               | Russ Wheeler                                                 |        |
| 1991 | Hot Shots!                                    | Lt. Kent Gregory                                             |        |
| 1992 | Bram Stoker's Dracula                         | Lord Arthur Holmwood                                         |        |
| 1992 | Leather Jackets                               | Dobbs                                                        |        |
| 1993 | Robin Hood: Men in Tights                     | Robin Hood                                                   |        |
| 1993 | The Crush                                     | Nick Eliot                                                   |        |
| 1994 | The Jungle Book                               | Capt. William Boone                                          |        |
| 1994 | The Chase                                     | Steve Horsegroovy                                            |        |
| 1996 | Twister                                       | Dr. Jonas Miller                                             |        |
| 1997 | Kiss the Girls                                | Det. Nick Ruskin                                             |        |
| 1997 | The Informant                                 | Lt. David Ferris                                             |        |
| 1997 | Liar Liar                                     | Jerry                                                        |        |
| 1998 | Quest for Camelot                             | Garrett (Voz)                                                | [ 7 ]  |
| 1998 | The Pentagon Wars                             | Col. James G. Burton                                         |        |
| 1999 | Cradle Will Rock                              | John Houseman                                                |        |
| 2000 | Shadow of the Vampire                         | Fritz Arno "Fritzy" Wagner                                   |        |
| 2001 | The Cat's Meow                                | Thomas H. Ince                                               |        |
| 2002 | Wish You Were Dead                            | Mac "Macbeth" Wilson                                         |        |
| 2002 | Comic Book Villains                           | Carter                                                       |        |
| 2003 | Porco Rosso                                   | Donald Curtis (Voz)                                          |        |
| 2004 | Saw                                           | Dr. Lawrence Gordon                                          |        |
| 2004 | Ella Enchanted                                | Sir Edgar                                                    |        |
| 2004 | The Riverman                                  | Ted Bundy                                                    |        |
| 2004 | American Crime                                | Albert Bodine                                                |        |
| 2005 | Edison Force                                  | Fiscal de distrito Jack Reigert                              |        |
| 2005 | Neo Ned                                       | Dr. Magnuson                                                 |        |
| 2005 | National Lampoon's Pucked                     | Norman                                                       |        |
| 2005 | The Cat Returns                               | Baron Humbert von Gikkingen (Voz)                            | [ 7 ]  |
| 2006 | Factory Girl                                  | Sam Green (Desacreditado)                                    |        |
| 2006 | Whisper of the Heart                          | Baron Humbert von Gikkingen (Voz)                            |        |
| 2007 | Walk the Talk                                 | Erik                                                         |        |
| 2007 | Georgia Rule                                  | Arnold                                                       |        |
| 2008 | The Alphabet Killer                           | Capt. Kenneth Shine                                          |        |
| 2009 | A Christmas Carol                             | Caballero corpulento, Invitado n.° 2, Empresario n.° 1 (Voz) | [ 7 ]  |
| 2010 | Psych 9                                       | Dr. Clement                                                  |        |
| 2010 | Flying Lessons                                | Steven Jennings                                              |        |
| 2010 | As Good as Dead                               | Ethan Belfrage                                               |        |
| 2010 | Little Murder                                 | Barry Fitzgerald                                             |        |
| 2010 | Saw 3D                                        | Dr. Lawrence Gordon                                          |        |
| 2011 | No Strings Attached                           | Dr. Steven Metzner                                           |        |
| 2011 | Delhi Safari                                  | Abeja Comandante / Sultán (Voz)                              | [ 7 ]  |
| 2011 | The Adventures of Tintin                      | Piloto de hidroavión (Voz)                                   |        |
| 2011 | New Year's Eve                                | Doctor Stan                                                  |        |
| 2011 | The Story of Luke                             | Tío Paul                                                     |        |
| 2011 | Camilla Dickinson                             | Rafferty Dickinson                                           |        |
| 2011 | Hellgate                                      | Jeff Mathews                                                 |        |
| 2012 | The Oogieloves in the Big Balloon Adventure   | Bobby Wobbly                                                 |        |
| 2012 | The Citizen                                   | Earl Miller                                                  |        |
| 2013 | Hansel & Gretel Get Baked                     | Meter Man                                                    |        |
| 2013 | Behaving Badly                                | Joseph Stevens                                               |        |
| 2013 | Justice League: The Flashpoint Paradox        | Aquaman (Voz)                                                | [ 7 ]  |
| 2013 | Armed Response                                | Joshua                                                       |        |
| 2014 | A Bit of Bad Luck                             | Brooks                                                       |        |
| 2014 | Reach Me                                      | Kersey                                                       |        |
| 2015 | A Mouse Tale                                  | Sir Thaddeus (Voz)                                           | [ 7 ]  |
| 2015 | H8RZ                                          | Principal Donato                                             |        |
| 2015 | Being Charlie                                 | David Mills                                                  |        |
| 2015 | A Haunting in Cawdor                          | Lawrence O'Neil                                              |        |
| 2016 | Lost & Found                                  | John Broman                                                  |        |
| 2016 | Sugar Mountain                                | Jim Huxley                                                   |        |
| 2016 | Elvis & Nixon                                 |                                                              |        |
| 2016 | Indiscretion                                  | Jake                                                         |        |
| 2016 | The Elephant Kingdom                          | Rock (Voz)                                                   |        |
| 2016 | Beyond Beyond                                 | Padre Jonah (Voz)                                            | [ 7 ]  |
| 2016 | The Queen of Spain                            | Gary Jones                                                   |        |
| 2017 | We Don't Belong Here                          | Frank Harper                                                 |        |
| 2017 | Don't Sleep                                   | Dr. Richard Sommers                                          |        |
| 2018 | Billionaire Boys Club                         | Andy Warhol                                                  |        |
| 2018 | Ghost Light                                   | Alex Pankhurst                                               |        |
| 2019 | Black Christmas                               | Profesor Gelson                                              |        |
| 2021 | Best Sellers                                  | Halpren Nolan                                                |        |
| 2021 | The Unholy                                    | Bishop Gyles                                                 |        |
| 2021 | Last Train to Christmas                       | Roger Towers                                                 |        |
| 2021 | A Castle for Christmas                        | Myles, el duque de Dunbar                                    |        |
| 2021 | Burning at Both Ends                          | Jacques Christoffersen                                       |        |
| 2022 | The Hyperions                                 | Profesor Ruckus Mandulbaum                                   |        |
| 2023 | Operation Fortune: Ruse de Guerre             | Nathan Jasmine                                               |        |
| 2023 | BlackBerry                                    | Carl Yankowski                                               |        |
| 2023 | Sweetwater                                    | Ned irlandés                                                 | [ 8 ]  |
| 2023 | Mission: Impossible – Dead Reckoning Part One | Denlinger                                                    | [ 9 ]  |
| 2023 | Rebel Moon - Part 1: A Child of Fire          | El Rey                                                       | [ 10 ] |
| 2024 | Rebel Moon – Part Two: The Scargiver          | El Rey                                                       | [ 11 ] |
| 2024 | The Ministry of Ungentlemanly Warfare         | Brigadier Gubbins 'M'                                        | [ 12 ] |

### Videojuegos
| Año  | Título original                          | Role        | Notas | Productora                 | Ref.          |
| ---- | ---------------------------------------- | ----------- | ----- | -------------------------- | ------------- |
| 2004 | The Bard's Tale                          | The Bard    | Voz   | inXile Entertainment       | [ 13 ] [ 14 ] |
| 2007 | Pirates of the Caribbean: At World's End | Black Bart  | Voz   | Disney Interactive Studios |               |
| 2012 | Epic Mickey 2: The Power of Two          | Gremlin Gus | Voz   | Disney Interactive Studios |               |